# The Swallows
The Swallows waren eine schwarze Doo-Wop-Band, die vor allem in den 1950er Jahren einige Hits hatte.

## Bandgeschichte
Die Band wurde 1946 als The Oakaleers in Baltimore gegründet. Damals war Lawrence Coxson der Leadsänger, außerdem gehörten Irving Turner, Earl Hurley, Norris „Bunky“ Mack und ein weiterer Tenor mit dem Vornamen Gavin der Band an. 1948 kamen Eddie Rich und Frederick „Money Guitar“ Johnson dazu, die Coxson und den unbekannten Tenor ersetzten. Etwas später schloss sich auch Herman „Junior“ Denby den Oakaleers an und Turner verließ sie wieder. 1949 erfolgte dann die Umbenennung in The Swallows. Die Band wählte ihren Namen nach dem Ink Spots-Song When the Swallows Come back to Capistrano.
Die Swallows traten zunächst nur in der Umgebung Baltimores auf, bis sie 1951 einen Plattenvertrag bei King Records in Cincinnati bekamen. Schon die erste Single Dearest schaffte einen Platz 9 in den R&B-Charts. Die Band tourte daraufhin mit Count Basie und Earl Williams. Bis auf die B-Seite It Ain't the Meat (It's the Motion), das in den Südstaaten ein Hit war, konnten die Folgesingles dieses Jahres den Erfolg von Dearest nicht einmal ansatzweise wiederholen. 1952 musste Denby zur Marine und wurde durch Herman Williams ersetzt. Beside You wurde im April veröffentlicht und wurde eine R&B-#8. In den nächsten Monaten tourten die Swallows durch die USA. Anfang 1953 kehrte dann Turner zu den Swallows zurück, er ersetzte Williams. Ende des Jahres verließ die Band King Records.
Noch im gleichen Jahr verließ Mack die Swallows und wurde durch Al France ersetzt, im Folgejahr kam Dee Ernie Bailey hinzu. Im Sommer 1954 bekam die Band einen neuen Plattenvertrag bei dem recht unbedeutenden Label After Hours. Ende des Jahres stieg dann France aus, als Neuzugang kam Edward „Buddy“ Crawford. Anfang 1956 kam es zu weiteren Besetzungswechseln, als Turner ein weiteres Mal den Swallows den Rücken kehrte und durch Bobby Hendricks ersetzt werden musste. Inzwischen hatten die Swallows jedoch stark an Popularität verloren, sodass Hendricks und Rich schon wenige Monate später ausstiegen um eine eigene Band zu gründen. Auch Bailey verließ die Band und machte aus den Swallows ein Trio. Da die drei Sänger keinen Sinn mehr darin sahen das Musizieren fortzusetzen, trennten sie sich schließlich.
Doch schon Ende 1957 kam es zu einer Reunion der Band mit Rich, Hurley, Johnson, Crawford, Calvin Rowlette und Buddy Bailey (nicht mit dem Leadsänger der Clovers zu verwechseln). Anfang 1958 bekamen die Swallows ein zweites Mal einen Vertrag bei King und machten nun auch wieder Aufnahmen auf dessen Sublabel Federal. Doch kam es zu keinen nennenswerten Erfolgen, sodass sich die Band wieder trennte. In den folgenden Jahrzehnten kam es zu einer Reihe wenig beachteter Reunionen in diversen Besetzungen.

## Diskographie (Singles)
- Dearest/Will You Be Mine (Mai 1951 auf King)
- Since You've Been Away/Wishing for You (August 1951 auf King)
- Eternally/It Ain't the Meat (Dezember 1951 auf King)
- Tell Me Why/Roll, Roll, Pretty Baby (Dezember 1951 auf King)
- Beside You/You Left Me (April 1952)
- I Only Have Eyes for You/You Walked In (Mai 1952)
- Where Do I Go from Here/Please Baby Please (November 1952 auf King)
- Our Love Is Dying/Laugh (Though You Want to Cry) (März 1953 auf King)
- Nobody's Lovin' Me/Bicycle Tillie (Mai 1953 auf King)
- Trust Me/Pleading Blues (September 1953 auf King)
- I'll Be Waiting/It Feels So Good (November 1953 auf King)
- My Baby/Good Time Girls (Juli 1954 auf After Hours)
- Angel Baby/Oh Lonsesome Me (Februar 1958 auf Federal)
- Rock-a-Bye Baby Rock/We Want to Rock (Mai 1958 auf Federal)
- Beside You/Laughing Boy (Juni 1958 auf Federal)
- Who Knows, Do You/Itchy Twitchy Feeling (Juli 1958 auf Federal)